# Greta Thunberg

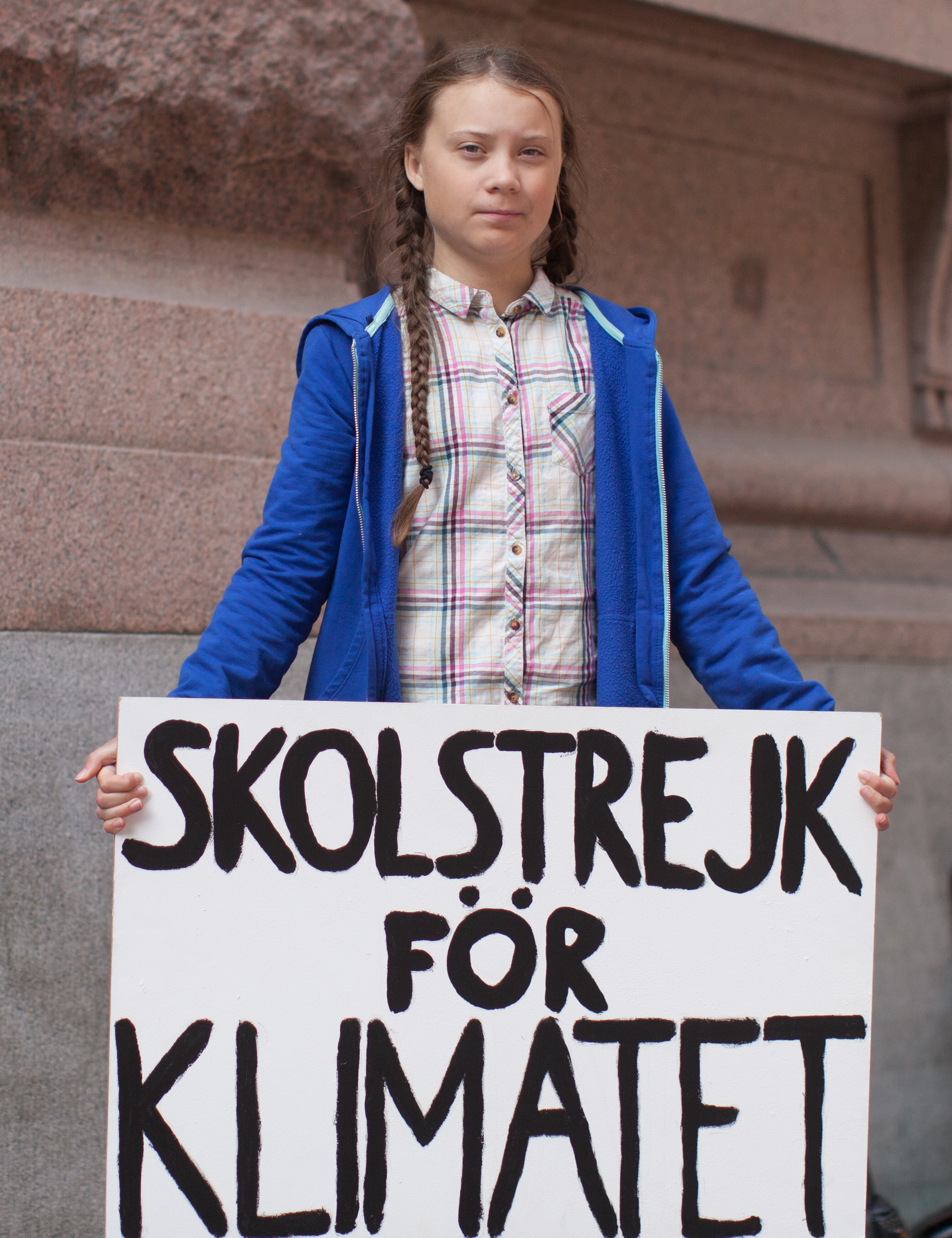
Thunberg przed Riksdagiem (2018)

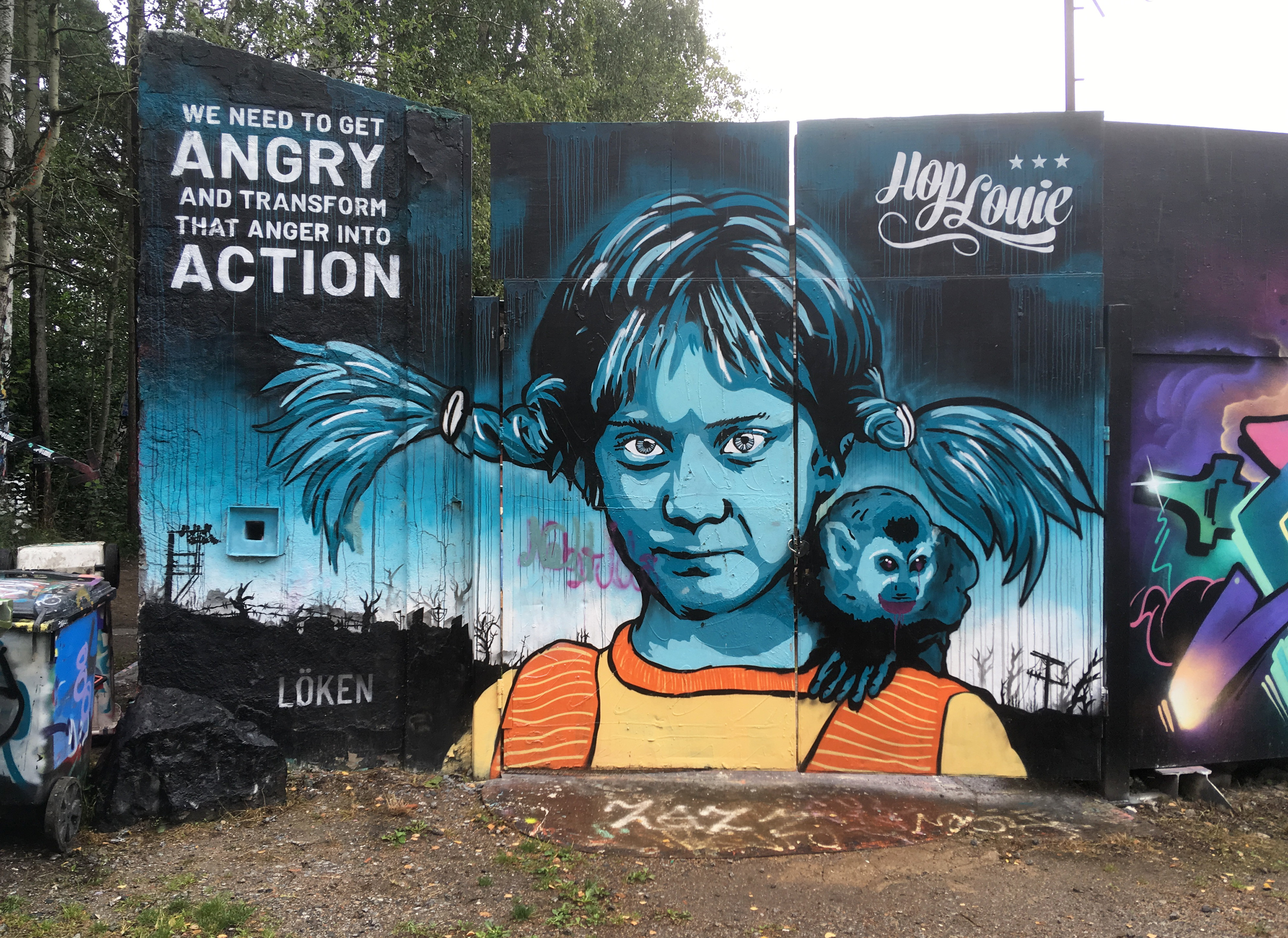
Graffiti poświęcone Thunberg

Greta Tintin Eleonora Ernman Thunberg (ur. 3 stycznia 2003 w Sztokholmie) – szwedzka aktywistka klimatyczna. Człowiek Roku tygodnika „Time” za rok 2019.
W sierpniu 2018 rozpoczęła protest pod budynkiem szwedzkiego parlamentu przeciwko bierności władz, które nie podejmują wystarczających działań na rzecz zapobiegania zmianom klimatu wynikającym z działalności człowieka. Inicjatorka Młodzieżowego Strajku Klimatycznego. Laureatka Right Livelihood Award.

## Życiorys
Urodziła się 3 stycznia 2003 w Sztokholmie, jest córką śpiewaczki operowej Maleny Ernman i aktora Svantego Thunberga oraz wnuczką aktora i reżysera Olofa Thunberga.

## Działalność

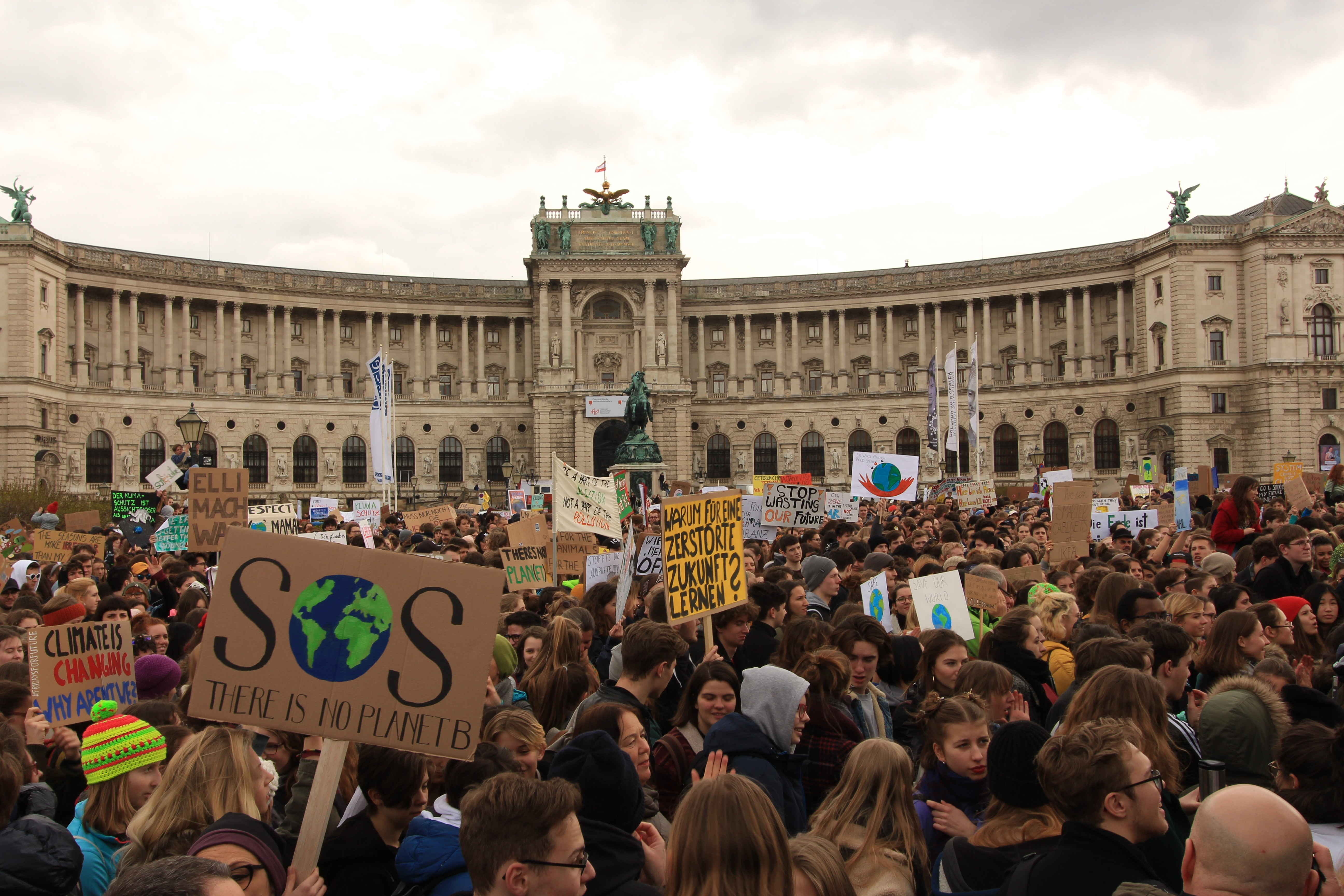
Szkolny strajk dla klimatu (Wiedeń)

Mimo uzyskania promocji do dziewiątej klasy, 20 sierpnia 2018 nie udała się do szkoły, do czego skłoniły ją odbywające się 9 września wybory powszechne oraz fala upałów i pożarów lasów, które nawiedziły Szwecję. Jej postulaty kierowane do szwedzkiego rządu dotyczyły zmniejszenia emisji dwutlenku węgla i respektowania porozumienia paryskiego zawartego w 2015. W dniu, w którym powinna rozpocząć rok szkolny, rozpoczęła protest pod budynkiem Riksdagu, szwedzkiego parlamentu z transparentem Skolstrejk för klimatet (tłum. strajk szkolny dla klimatu). W każdy piątek od początku roku szkolnego opuszczała zajęcia szkolne i kontynuowała swoją jednoosobową pikietę.
W grudniu 2018 wzięła udział w szczycie klimatycznym COP24 w Katowicach, dokąd przyjechała na zaproszenie sekretarza generalnego ONZ Antónia Guterresa. Protestowała również w Londynie oraz pod siedzibą Parlamentu Europejskiego w Brukseli, a 16 kwietnia 2019 wystąpiła na jego forum. W 2019 wystąpiła gościnnie w singlu grupy The 1975, odczytując kilkuminutowe przemówienie przy akompaniamencie zespołu; dochód z dystrybucji albumu zespołu wesprze klimatyczne protesty Extinction Rebellion. W sierpniu przepłynęła Atlantyk (nie lata samolotami ze względu na szkodliwy wpływ emitowanych przez nie gazów cieplarnianych na atmosferę) na pokładzie jachtu oceanicznego (wyposażonego w panele słoneczne) Malizia II, należącego do monakijskiej rodziny książęcej, aby wziąć udział w szczycie klimatycznym ONZ w USA oraz COP25 w Santiago de Chile. Rejs spotkał się z krytyką w mediach ze względu na dużo większe obciążenie atmosfery, niż się spodziewała. Przed wypłynięciem z Plymouth Thunberg powiedziała, że ma nadzieję wykazać, iż istnieją alternatywy dla podróży lotniczych. Jej przemówienie na szczycie w Nowym Jorku spotkało się z dużym odzewem w światowych mediach. 25 września otrzymała Right Livelihood Award. 30 października odmówiła przyjęcia Nagrody Środowiska Rady Nordyckiej za 2019 rok, tłumacząc decyzję przeświadczeniem, że „ruch klimatyczny nie potrzebuje więcej nagród, lecz aby politycy i ludzie u władzy zaczęli słuchać tego, co mówią najnowsze, dostępne źródła naukowe”. Skrytykowała kraje skandynawskie za opieszałość w kwestiach klimatycznych i środowiskowych, dodając, że nie przyjmie nagrody, dopóki kraje te nie podejmą działań, aby ograniczyć wzrost średniej globalnej temperatury.
1 czerwca 2025 roku wypłynęła z Sycylii wraz z Rimą Hassan oraz innymi aktywistami na żaglowcu Madleen do wybrzeża Strefy Gazy, aby dostarczyć pomoc humanitarną Palestyńczykom oraz zwrócić uwagę na trwający kryzys humanitarny w Palestynie (zob. wojna Izraela z Hamasem). 9 czerwca znajdujący się na wodach międzynarodowych żaglowiec, którym płynęła, został nielegalnie zatrzymany przez izraelskie siły. Zapowiedziano przewiezienie znajdujących się na nim osób do Izraela i następnie do państw, których są obywatelami. Greta Thunberg na opublikowanym w internecie nagraniu określiła ich zatrzymanie „porwaniem przez Izrael”.

## Nagrody i wyróżnienia
- Jest jedną z laureatek konkursu na artykuł na temat klimatu rozpisany dla młodych ludzi w maju 2018 przez „Svenska Dagbladet”[33].
- W konkursie World Nature Fund była jedną z trzech nominowanych w kategorii młody bohater ochrony środowiska w 2018[34].
- Została nominowana do nagrody Children’s Climate Prize dla dzieci i młodzieży fundowanej przez koncern energetyczny Telge Energi AB, a promującej zrównoważony rozwój; odmówiła udziału w konkursie, ponieważ finaliści musieli udać się do Sztokholmu samolotem, czego konsekwentnie odmawia[35].
- W listopadzie 2018 została nagrodzona stypendium sztokholmskiej fundacji Fryshuset w kategorii Young Role Model of the Year[36].
- W grudniu 2018 amerykański tygodnik „Time” umieścił ją na liście 25 najbardziej wpływowych nastolatków na świecie[37].
- W marcu 2019 trójka norweskich parlamentarzystów od opozycji Sosialistisk Venstreparti nominowała Gretę Thunberg jako kandydatkę do otrzymania Pokojowej Nagrody Nobla[38]; gdyby jej nominacja wygrała, zostałaby najmłodszą laureatką tej nagrody (przed Malalą Yousafzai, która ją otrzymała w wieku 17 lat)[7][39].
- We wrześniu 2019 Amnesty International przyznała Grecie Thunberg oraz powstałemu z jej inspiracji uczniowskiemu ruchowi ekologicznemu Piątki dla Przyszłości tytuł Ambasadora Sumienia[40][41].
- Otrzymała Right Livelihood Award[27].
- W 2019 została nazwana Człowiekiem Roku tygodnika „Time”[2][3].
- W październiku 2019 na jej cześć nazwano nowo opisany gatunek chrząszcza Nelloptodes gretae[42].
- W 2020 nazwano na jej cześć nowo opisany gatunek ślimaka Craspedotropis gretathunbergae[43], nowy gatunek skoczogonka Frisea gretae[44], nowy gatunek chruścika Oecetis gretae[45], nowo opisany rodzaj pająków Thunberga oraz jeden z jego gatunków, Thunberga greta[46], nowo opisany gatunek pająka Chibchea thunbergae[47], a także nowo opisany rodzaj kosarzy Thunbergia oraz jeden z jego gatunków, Thunbergia gretae[48].
- W 2021 roku na jej cześć nazwano nowy gatunek niesporczaka Xerobiotus gretae[49] oraz nowy gatunek chrząszcza, Siopelus gretae[50]
- W 2022 roku na jej cześć nazwano nowy gatunek ptasznika, Tapinauchenius gretae[51] oraz nowy gatunek płaza Pristimantis gretathunbergae[52]

## Życie prywatne
Thunberg ujawniła u siebie następujące rozpoznania: zespół Aspergera, ADHD, zaburzenia obsesyjno-kompulsyjne, mutyzm wybiórczy.